# 諾布爾 (伊利諾伊州)
諾布爾（英語：Noble）是位於美國伊利諾伊州里奇蘭縣的一個村落。

## 地理
諾布爾的座標為38°41′54″N 88°13′20″W / 38.69833°N 88.22222°W，而該地最高點為海拔高度146米（即479英尺）。

## 人口
根據2010年美國人口普查的數據，諾布爾的面積為2.64平方千米，當中陸地面積為2.63平方千米，而水域面積為0.01平方千米。當地共有人口677人，而人口密度為每平方千米256人。